# Das Liebesmahl der Apostel

Das Liebesmahl der Apostel : eine biblische Szene für Männerchor und grosses Orchester (La Cène des apôtres, scène biblique pour chœur d'hommes et grand orchestre), WWV 69, est une cantate composée par Richard Wagner en 1843, peu interprétée et quelque peu oubliée. De nombreuses années plus tard, Wagner la qualifia de « sorte de miracle folklorique ».

## Histoire
Wagner, qui avait été élu en janvier 1843 au comité d'une association culturelle de Dresde, reçut commande d'évoquer le thème de la Pentecôte. Il venait de jouer avec succès Rienzi à Dresde, mais Le Vaisseau fantôme n'avait pas obtenu autant de succès.
La première eut lieu à la Frauenkirche de Dresde le 6 juillet 1843. L'œuvre fut interprétée par une centaine de musiciens et près de 1 200 choristes provenant de tout le Royaume de Saxe. Elle était dédiée à Charlotte Emilie Weinlig, veuve de Christian Theodor Weinlig, ancien professeur de Wagner. Le concert a été très bien accueilli, mais le compositeur fut déçu par l'« effet relativement faible » de la pièce, vu le grand nombre de chanteurs qu'il avait réuni.

## Instrumentation
- Voix 
  - Trois chœurs d'hommes à quatre parties chacun : ténor, ténor, baryton, basse
  - Douze basses, divisés parfois en quatre parties de trois (les douze apôtres)
  - Seize ténors, douze barytons, douze basses (voix d'en haut)
- Orchestre
  - Bois : un piccolo, deux flutes, deux hautbois, deux clarinettes, quatre bassons, un serpent
  - Cuivres : quatre cors d'harmonie, quatre trompettes, trois trombones, un tuba
  - Percussion : quatre timbales
  - Cordes : seize premiers violons, seize seconds violons, douze altos, douze violoncelles, huit contrebasses

## Description
Sur une durée totale de vingt-sept minutes, les dix-huit premières ne comprennent que les voix : les parties chorales pour trois ou quatre chanteurs se répondent d'abord presque a cappella (accompagnées seulement de deux harpes), évoquant le désarroi des apôtres, puis se réunissent dans un crescendo impressionnant pour demander au Saint-Esprit de descendre. Alors, on entend chanter le chœur Rassurez-vous du haut de la nef. Dans les neuf dernières minutes, l'orchestre accompagne finalement la descente de l'Esprit Saint dans un ensemble triomphant.